# Isao Nakauchi
Isao Nakauchi (japanisch 中内 功; * 2. August 1922 in Kōbe, Japan; † 19. September 2005 ebenda) war ein japanischer Unternehmer und Philanthrop.

## Leben
Nakauchi gründete 1957 zunächst den Shufu no Mise Daiei in Osaka. In die USA in den frühen 1960er Jahren sah er die Entwicklungspotentiale großer Supermärkte und verkaufte seine Firmenanteile an der Shufu no Mise Daiei. Darüber hinaus trennte er sich von seinen Anteilen an der Volks Inc., einem Steakhaus-Betreiber, und verschiedenen Immobilien. Er gründete anschließend die Daiei, mit der er der König des japanischen Einzelhandels wurde.
Isao Nakauchi war der Gründer und langjährige Chef der Daiei. Nach seinem Rückzug aus dem täglichen Firmenengagement 2001 war er Vorsitzender des Verwaltungsrates der Nakauchi Gakuen Education Foundation, die unter anderem die Kōbe-Gakuin-Universität gegründet hat. Bis zu seinem Tode hatte er sich vertraglich zusichern lassen, die Daiei weiter zu repräsentieren.
Mit dem Wegbereiter der Managementlehre, dem aus Österreich stammenden Harvard-Professor Peter Ferdinand Drucker (1909–2005), verfasste Nakauchi zwei Bücher über die Eigenarten der japanischen und asiatischen Ökonomie und die weltwirtschaftlichen Herausforderungen durch die asiatische Wirtschaft.
Forbes führt die Daiei in den Forbes International 2000 auf Platz 546 (2005). Nakauchi selbst war 2000 auf Platz 75 der weltweit reichsten Personen bei Forbes zu finden.
Isao Nakauchi starb an einem Herzinfarkt. Er hinterließ eine Frau, zwei Söhne und eine Tochter.